# Comité Judío Antifascista
El Comité Judío Antifascista (en ruso: Еврейский антифашистский комитет, romanizado: Yevreiskii antifashistskii komitet, ЕАК; en yidis: יידישער אנטי פאשיסטישער קאמיטעט‎, romanizado: Yidisher anti fashistisher komitet) fue formado en Kúibyshev, actual Samara, Rusia en abril de 1942 con el apoyo de las autoridades soviéticas. Fue creado para incentivar a la comunidad internacional a incrementar el apoyo político occidental a la Unión Soviética contra la Alemania nazi durante la Segunda Guerra Mundial. Al finalizar la guerra se desató una ola de antisemitismo en la Unión Soviética, por lo que varios de los exmiembros del Comité fueron encarcelados o ejecutados.

## Acciones
Solomón Mijoels, el popular actor y director del Teatro Judío Estatal de Moscú fue designado secretario del Comité. El 17 de julio de 1942 fue distribuido el primer ejemplar de un periódico soviético en yidis, llamado Einigkeit o Ejnikajt ("Unidad"). El Cómite inició sus actividades con conferencias a extranjeros, asegurando la ausencia de antisemitismo en la Unión Soviética. En 1943, Mijoels e Itzik Feffer, un poeta, recibieron permiso de las autoridades para iniciar una gira de siete meses que los llevó por los Estados Unidos, México, Canadá y el Reino Unido, para convencer a sus oyentes de la necesidad de prestar ayuda a la Unión Soviética en contra del fascismo alemán. En los Estados Unidos fueron recibidos por Albert Einstein y B.Z. Goldberg, yerno de Sholem Aleijem. El 8 de julio se realizó el más grande rally prosoviético en los Estados Unidos en la ciudad de Nueva York, donde 50 mil personas escucharon a Mijoels, Feffer, Sholem Asch, Fiorello LaGuardia, y al secretario del Congreso Judío Mundial el Rabino Stephen Wise. Entre los presentes estuvieron Jaim Weizmann, Charlie Chaplin, Marc Chagall, Paul Robeson y Lion Feuchtwanger.
En total se calcula que el Comité logró recaudar 16 millones de dólares en Estados Unidos, 15 millones en Inglaterra, 1 millón en México, 750 mil en Palestina, así como maquinaria, equipo médico, medicinas, ambulancias y ropa. El 16 de julio de 1943 el periódico Pravda reportó la donación de mil ambulancias al Ejército Rojo de parte de organizaciones judías. Durante la gira, los miembros del Comité recordaron al público estadounidense la imperiosa necesidad de reabrir el Frente Occidental, cerrado desde la adversa Batalla de Francia.

## Persecución

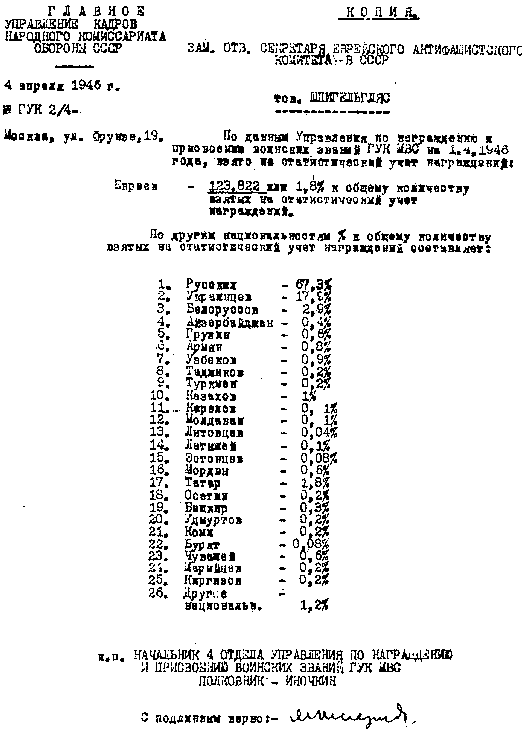
La respuesta oficial a una consulta de JAC sobre la participación de los soldados judíos en la guerra (1,8% del número total según los registros del ejército soviético. Muchos judíos se declararon como de otras nacionalidades para evitar la discriminación). Algunos acusan a los judíos de falta de patriotismo y de esconderse del servicio militar.

Al finalizar la guerra, el Comité inició la documentación del Holocausto. La posición del Estado soviético prefería evitar esto, enfocándose más en dar a conocer los asesinatos en masa contra ciudadanos soviéticos comunes, y si era posible, intentar ignorar el genocidio judío. Además, los miembros del Comité eran partidario del sionismo, y por ende mantenían fuertes relaciones con los judíos de los Estados Unidos, algo que era visto de manera recelosa por el gobierno soviético.
Mientras tanto, los judíos de los Estados Unidos y la Unión Soviética habían finalizado la creación del Libro Negro, donde estaban documentadas las atrocidades del Holocausto, así como la participación de los judíos en la resistencia antinazi. Se hicieron planes para publicar el libro simultáneamente en ambos países, sin embargo, la edición rusa nunca se imprimió.
En enero de 1948, Mijoels murió en un extraño accidente de tránsito en Minsk, y le fue ofrecido un funeral de Estado. El 20 de noviembre, el Comité fue disuelto por el gobierno soviético. Más tarde, varios exmiembros del Comité fueron arrestados. El 24 de diciembre, Feffer y Benjamin Zuskin fueron enviados a la prisión de Lubyanka, donde fueron forzados a confesar crímenes que incriminaban a otros miembros del Comité.
Se los acusó de practicar el "nacionalismo burgués", de crear una quinta columna antisoviética, de traición y de espiar para los Estados Unidos. Anteriormente se los había acusado de intentar crear un estado judío en Crimea. Tomaron como evidencia una carta escrita por el Comité en plena guerra, sugiriendo la creación de una república judía soviética en Crimea, no obstante, para la fecha de los arrestos, el Estado de Israel ya había sido proclamado en Palestina. Los fiscales soviéticos aseguraban que los estadounidenses utilizarían luego la Crimea judía para invadir el país.
En enero de 1949, los medios soviéticos lanzaron una campaña contra los judíos, a los que calificaron de "cosmopólitas descastados". Entre el 11 y el 18 de julio de 1952, quince exmiembros del Comité fueron juzgados y condenados a muerte, excepto Lina Stern. Itzik Feffer y Emilia Teumim se declararon culpables, aunque otros acusados se declararon "parcialmente culpables". El juicio se llevó a cabo casi cuatro años después de los arrestos, estando incomunicados durante ese tiempo.
Las sentencias fueron ejecutadas el 12 de agosto de 1952, cuando trece acusados, prominentes escritores judíos, fueron ejecutados en la llamada "Noche de los Poetas Asesinados" ("Ночь казненных поэтов"). Solomón Bregman, el 14.º acusado, murió poco antes de la ejecución.

## Lista de los principales miembros
Se estima que el mayor número de miembros de este Cómite fue de 70.
- Solomón Mijoels, actor y director del Teatro yidis de Moscú
- Solomón Lozovski, ex-viceministro de Asunto Exteriores soviético y jefe del Buró de Información soviético (Sovinformburó)
- Shakne Epshtein, secretario y Editor del periódico Eynikeyt
- Itzik Feffer, poeta
- Iliá Ehrenburg, escritor y activista internacional
- Solomón Bregman, ministro-diputado del Control Estatal
- Aaron Katz, General
- Borís Shimelióvich, cirujano en jefe del Ejército Rojo y Director del Hospital Botkin de Moscú
- Iósif Yuzefóvich, historiador
- Leyb Kvitko, poeta
- Vasili Grossman, escritor y periodista
- Peretz Markish, poeta
- David Bergelson, escritor
- David Hoffstein, poeta
- Benjamin Zuskin, actor
- Ilyá Vatenberg, editor
- Emilia Teumin, editora
- Leon Talmy, periodista y traductor
- Chaika Vatenberg-Ostróvskaya, traductora
- Lina Stern, científica